# Willi Knauer
Willi Knauer (* 5. Oktober 1930) ist ein ehemaliger deutscher Fußballspieler, der von 1952 bis 1961 als Abwehrspieler für die Münchener Vereine TSV 1860 und FC Bayern aktiv war.

## Karriere
Knauer gehörte mit 21 Jahren dem Kader des TSV 1860 München an, für den er ab der Saison 1952/53 erstmals in der Oberliga Süd, der seinerzeit höchsten deutschen Spielklasse, 16 Mal ohne Torerfolg zum Einsatz kam und – aufgrund des schlechten Abschneidens – in die 2. Oberliga Süd absteigen musste.
Zur Saison 1953/54 wurde er vom Ligakonkurrenten FC Bayern München verpflichtet, für den er in seiner Premierensaison lediglich ein Freundschaftsspiel bestritt.
In der Folgesaison bestritt er 17 Punktspiele in der Oberliga Süd, in denen er zweimal als Torschütze erfolgreich war. Mit nur sechs von 30 gewonnenen Punktspielen belegte er mit der Mannschaft den 16. und letzten Tabellenplatz in dieser Spielzeit und musste mit den Bayern – bis heute einmalig – in die 2. Oberliga Süd absteigen. Nach nur einer Spielzeit in dieser, trug er mit 34 torlosen Punktspielen zum 2. Tabellenplatz hinter dem Freiburger FC und zum direkten Wiederaufstieg in die höchste deutsche Spielklasse bei.
Von 1956 bis 1961 absolvierte er weitere 84 Oberligaspiele, in denen er sich allerdings nie als Torschütze auszeichnen konnte. Des Weiteren kam er in allen drei Spielen um den DFB-Pokal zum Einsatz, darunter das mit 1:0 gegen Fortuna Düsseldorf gewonnene Finale am 29. Dezember 1957 im Augsburger Rosenaustadion. Zuvor kam er in sechs Spielen im Wettbewerb um den Süddeutschen Pokal, einschließlich des am 26. Mai 1957 mit 4:1 gegen den 1. FC Schweinfurt 05 gewonnenen Finales, zum Einsatz. Sein letztes Oberligaspiel bestritt er am 9. April 1961 (27. Spieltag) bei der 2:3-Niederlage im Heimspiel gegen Kickers Offenbach.

## Erfolge
- DFB-Pokal-Sieger 1957 (mit dem FC Bayern München)
- Süddeutscher Pokal-Sieger 1957